# Alveley
Alveley är en ort och civil parish i Storbritannien.   Den ligger i grevskapet Shropshire i riksdelen England, i den södra delen av landet, 180 km nordväst om huvudstaden London. Alveley ligger 115 meter över havet och antalet invånare är 1 685.
Terrängen runt Alveley är platt. Runt Alveley är det ganska tätbefolkat, med 248 invånare per kvadratkilometer. Närmaste större samhälle är Dudley, 18,9 km öster om Alveley. Trakten runt Alveley består till största delen av jordbruksmark.